# Johannes Naso
Johannes IV. Naso (* vor 1391; † 24. Januar 1440 in Meran) war von 1418 bis 1440 Bischof von Chur.

## Leben
Johannes’ Geburtsdatum ist unbekannt, er wird erstmals 1391 bezeugt. Sein Vater Heinrich war königlicher Verwalter in Prag. Johannes studierte ab 1391 in Prag, Padua und Bologna. Er erlangte 1399 den Doctor iuris canonici und 1402 den Doctor iuris civilis. Ab 1399 war er Kanoniker in Prag und hatte Pfründen in Böhmen und Mähren. 1413 war er Generalvikar und Offizial von Olmutz. Er ist belegt als Sekretär und Rat König Wenzels. Johannes nahm 1409 als Gesandter am Konzil von Pisa teil und hielt in seiner Funktion als päpstlicher Kaplan und Auditor 1415 auf dem Konzil von Konstanz die Anklagerede gegen die Hussiten. Johannes wurde 1418 zum Bischof von Chur ernannt, nahm 1422 am Kreuzzug gegen die Hussiten teil und begleitete König Sigismund 1432 nach Italien. Beim Konzil von Basel spielte er 1433 als königlicher Prokurator eine wichtige Rolle. In seinem Bistum lag er im Streit mit Graf Friedrich VII. von Toggenburg und den Grafen von Werdenberg-Sargans. Im Grenzgebiet zwischen Chur und Tirol kam es zu Spannungen mit Österreich. Aufgrund von häufigen Abwesenheiten und Konflikten mit dem Gotteshausbund wurde er 1437 von Engadinern gefangen genommen. 1439 bestellten die Stadt Chur und der Gotteshausbund drei Pfleger für die Verwaltung des Bistums und Johannes musste Chur verlassen.